# The Walking Dead: Dead City
The Walking Dead: Dead City és una sèrie de televisió de drama de terror post-apocalíptic americana creada per Eli Jorné per a AMC, basada en personatges de The Walking Dead Maggie i Negan. És la primera seqüela de la sèrie de televisió The Walking Dead i la cinquena sèrie de la franquícia The Walking Dead, que comparteix continuïtat amb les altres sèries de televisió.
Lauren Cohan i Jeffrey Dean Morgan repreten els papers de Maggie i Negan de la sèrie de televisió original, amb Gaius Charles, Željko Ivanek i Mahina Napoleon també protagonitzats. El desenvolupament de la sèrie va començar el març de 2022, amb el seu títol revelat aquell mes i rebatejat a l'agost. Es van anunciar càstings addicionals a l'octubre i novembre de 2022. La fotografia principal va començar el juliol de 2022 a Nova Jersey i va concloure l'octubre de 2022.
La primera temporada de la sèrie es va estrenar el 18 de juny de 2023 i constarà de sis episodis. El juliol de 2023, es va renovar per una segona temporada.

## Argument
Durant el seu viatge, Maggie i Negan es troben en un Manhattan postapocalíptic ara en ruïnes i presa dels caminants. El croat, un ex Salvador que té un negoci pendent amb Negan, ha segrestat Hershel (fill de Maggie) i li demana un intercanvi a Maggie: Negan per Hershel Jr..

## Episodis
| Temporada | Temporada         | Episodis | Emissió a EUA      | Emissió a EUA        |
| Temporada | Temporada         | Episodis | Estrena            | Final                |
| --------- | ----------------- | -------- | ------------------ | -------------------- |
|           | Primera temporada | 6        | 18 de juny de 2023 | 23 de juliol de 2023 |
|           | Segona temporada  | 8        | 4 de maig de 2025  | 22 de juny de 2025   |

### Primera temporada (2023)
| # | Núm. | Títol original              | Dirigit per     | Escrit per        | Data d'estrena als Estats Units |
| --- | ---- | --------------------------- | --------------- | ----------------- | ------------------------------- |
| 1 | 1    | «Old Acquaintances»         | Loren Yaconelli | Eli Jorné         | 18 de juny de 2023              |
| Després d'un atac a Hilltop, el fill de Maggie, Hershel, és segrestat per Croat, un antic Salvador que viu a Manhattan. Desesperada per salvar-lo, Maggie va rastrejar de mala gana en Negan per ajudar els que fugen dels mariscals de New Babylon liderats per Perlie Armstrong després de suposadament matar cinc persones. A canvi que Maggie li doni a la seva jove parella Ginny una casa a Hilltop, Negan accepta ajudar-la amb els dos prenent com a ostatge el jove mariscal Jano i Maggie s'enfronta a l'odi cap a Negan per assassinar Glenn. A Manhattan, el trio es troben amb caminants que cauen d'edificis i un joc de gat i ratolí amb Perlie en una tintoreria que mata accidentalment a Jano mentre els persegueix. En un altre lloc, el croat demana a Hershel informació sobre Negan i envia a la mort un presoner fugitiu després que l'home es nega a respondre preguntes sobre el seu grup. |      |                             |                 |                   |                                 |
| 2 | 2    | «Who's There»               | Loren Yaconelli | Eli Jorné         | 25 de juny de 2023              |
| Una dona vella anomenada Esther ajuda a Maggie i Negan a escapar d'un ramat i els porta a la seva tribu de supervivents que són caçats pel croat i el seu poble, els Burazi. En Negan revela que el croat va ser un dels primers salvadors, servint com a interrogador de Negan fins que va anar massa lluny amb un jove supervivent, obligant en Negan a intentar matar-lo. No obstant això, Negan només va aconseguir volar l'orella dreta del croat i fugir. La tribu és atacada pels Burazi, matant diverses persones, inclosa Esther, abans que pugui escapar. Com a represàlia, en Negan mata brutalment un dels Burazi com a exemple per als altres, que és presenciat per Maggie. Després que Maggie reveli la seva veritable missió, la tribu revela que poden ajudar-la a arribar al croat. En un altre lloc, la Ginny lluita per adaptar-se a la vida a Hilltop, i finalment roba una motocicleta i fuig. Perlie visita l'apartament del seu germà Joel, només per trobar-lo mort per suïcidi. Cau en un parany fora, Perle és capturat pel croat. |      |                             |                 |                   |                                 |
| 3 | 3    | «People Are a Resource»     | Kevin Dowling   | Keith Staskiewicz | 2 de juliol de 2023             |
| En els flashbacks, Negan s'uneix amb la Ginny mentre busquen la seva joguina desapareguda. En el present, la Ginny es dirigeix a Manhattan. El croat manté captiva a Perlie al renovat Madison Square Garden on posa a prova les habilitats del mariscal en una lluita contra els caminants i qüestiona els seus motius. Perlie finalment revela que està a Manhattan a la recerca de Negan, per a sorpresa del croat, que al seu torn revela que va perdre la seva família a causa dels caníbals prop de l'inici de l'apocalipsi. Els membres de la tribu expliquen a Maggie i Negan sobre l'operació dels Burazi que reconeixen com una versió retorçada dels Salvadors i, utilitzant la història de la derrota de Negan per part de la milícia, inspiren als membres de la tribu per ajudar-los. Tommaso revela que va ser capturat i torturat, però que va poder escapar utilitzant l'antiga estructura de Penn Station i el sistema de metro que poden utilitzar per entrar. Maggie parla amb Negan sobre la pèrdua d'Hershel i la seva família. Al seu torn, Negan revela que va enviar l'Annie i el seu fill Joshua a Missouri a un lloc segur després de matar cinc homes que havien robat, colpejat i violat l'Annie com a venjança, i per això se'l busca. Luther descobreix el cartell de recerca de Negan, el que porta a una baralla en la qual Negan cediu als seus instints més foscos i finalment el mata. Després de trobar la joguina de la Ginny, la Maggie contempla cremar-la, observada en secret per la Ginny. |      |                             |                 |                   |                                 |
| 4 | 4    | «Everybody Wins a Prize»    | Kevin Dowling   | Eli Jorné         | 9 de juliol de 2023             |
| En un flashback, Negan i Simon s'enfronten al croat pel brutal assassinat d'una noia. En el present, Maggie i Negan lideren un atac al Madison Square Garden per rescatar Hershel i matar el croat. Tanmateix, el croat s'anticipa a les seves accions i posa un parany, evacuant la seva gent de l'arena mentre deixa entrar els caminants i utilitza els sistemes de llum i so per conduir-los a les tribus. Aclaparada i superada en nombre, la majoria de la tribu moren amb només Maggie, Amaia, Tommaso i Ginny escapant a les clavegueres. En Negan s'enfronta al croat que el saluda alegrement i intenta que s'uneixi a ell, intentant matar a la Perlie com a mostra de bona fe. Per a sorpresa del croat, Negan salva la vida del mariscal i fuig amb ell. Tanmateix, Perlie manté Negan a punta de pistola, amenaçant-lo amb una execució sumaria pels seus crims tot i haver-li salvat la vida. |      |                             |                 |                   |                                 |
| 5 | 5    | «Stories We Tell Ourselves» | Gandja Monteiro | Brenna Kouf       | 16 de juliol de 2023            |
| En flashbacks, la Ginny descobreix que la Maggie menteix sobre robar el gra dels Bricks, mentre que el croat segresta Hershel i demana a Negan a canvi del seu retorn. En el present, el croat visita la Dama que reitera la necessitat de Negan de salvaguardar el seu propi futur. Mentre es desplacen per Manhattan, Negan i Perlie es coneixen, amb Negan revelant el motiu dels seus assassinats. Malgrat les seves creences sacsejades pels esdeveniments recents, la Perlie s'obre a Negan sobre els dubtes creixents del seu germà Joel i de la Perlie sobre què està fent. Maggie, que es revela que va guardar la joguina de Ginny en lloc de cremar-la, dedueix que en Tommaso havia venut la tribu, el que va provocar que el seu amagatall fos atacat i emboscat al Madison Square Garden. Tommaso admet que va fer un tracte amb el croat, prometent-li un vaixell i una oportunitat de viure millor per a la seva família a terra, horroritzant l'Amaia, tot i que Maggie és més comprensiva. A les clavegueres, l'Amaia i el Tommaso són víctimes dels caminants, però la Maggie i la Ginny són capaços d'escapar després que Maggie lluiti amb èxit contra un caminant massiu fusionat. A la superfície, la Ginny dispara una bengala a l'aire que és detectada per Negan. |      |                             |                 |                   |                                 |
| 6 | 6    | «Doma Smo»                  | Gandja Monteiro | Eli Jorné         | 23 de juliol de 2023            |
| Després de retrobar-se amb la Ginny, en Negan revela que va matar el seu pare en un intent desesperat d'aconseguir que marxés. Perlie porta a la Ginny als Bricks abans de tornar a New Babylon on menteix sobre la mort de Negan i el líder de New Babylon mostra interès pel metà que els Burazi són capaços de produir, que és una font de combustible millor que l'etanol. Maggie i Negan segueixen el croat fins a la terminal de ferris de Staten Island, on Negan dedueix que Maggie l'està atraient a una trampa per matar-lo. Reconeixent que la Maggie no l'hauria de perdonar mai per les seves accions, tot i que decebut perquè junts podrien haver salvat Hershel de veritat, en Negan permet a la Maggie canviar-lo al croat pel seu fill, que castiga a Maggie perquè es preocupi més per la seva obsessió per Negan que per ell. Després de tornar als Bricks, Maggie s'adona que Hershel té raó i decideix trobar una manera d'acabar definitivament amb la seva baralla amb Negan perquè finalment pugui trobar la pau. El croat lliura Negan a la Dama, explicant-li que vol que Negan uneixi les diferents comunitats de Manhattan per oposar-se a la Federació de Nova Babilònia i altres que vindrien pels seus recursos naturals. Després d'haver après la història de l'assassinat de Glenn per Hershel, la Dama revela que li va tallar el dit del peu a Hershel i amenaça de tornar-lo a perseguir si Negan no compleix, utilitzant la cura del nen que Negan té com a palanca contra ell. Al mateix temps, Maggie descobreix els dibuixos de la dama d'Hershel i s'adona de l'amenaça continuada per al seu fill. |      |                             |                 |                   |                                 |

## Repartiment

### Personatges principals
- Maggie Greene (temporada 1-present), interpretada per Lauren Cohan.
Vídua de Glenn Rhee, líder de la colònia Hilltop, una comunitat de supervivents que es va traslladar de Virgínia a Nova York.
- Negan (temporada 1-present), interpretat per Jeffrey Dean Morgan.
Ex líder dels Salvadors.
- Perlie Armstrong (temporada 1-present), interpretat per Gaius Charles.
Mariscal de la New Babylon Federation, una xarxa de comunitats de supervivents de Nova York, encarregada de localitzar Negan.
- El Croat (temporada 1-present), interpretat per Željko Ivanek.
Originari de Croàcia, és un ex membre despietat dels Saviors que va capturar el fill de Maggie, Hershel Rhee. També és el líder dels Burazi, un grup de supervivents hostils que s'han apoderat de Manhattan.
- Ginny (temporada 1-present), interpretada per Mahina Napoleon.
Una noia muda que en Negan cuida després que el seu pare mor.

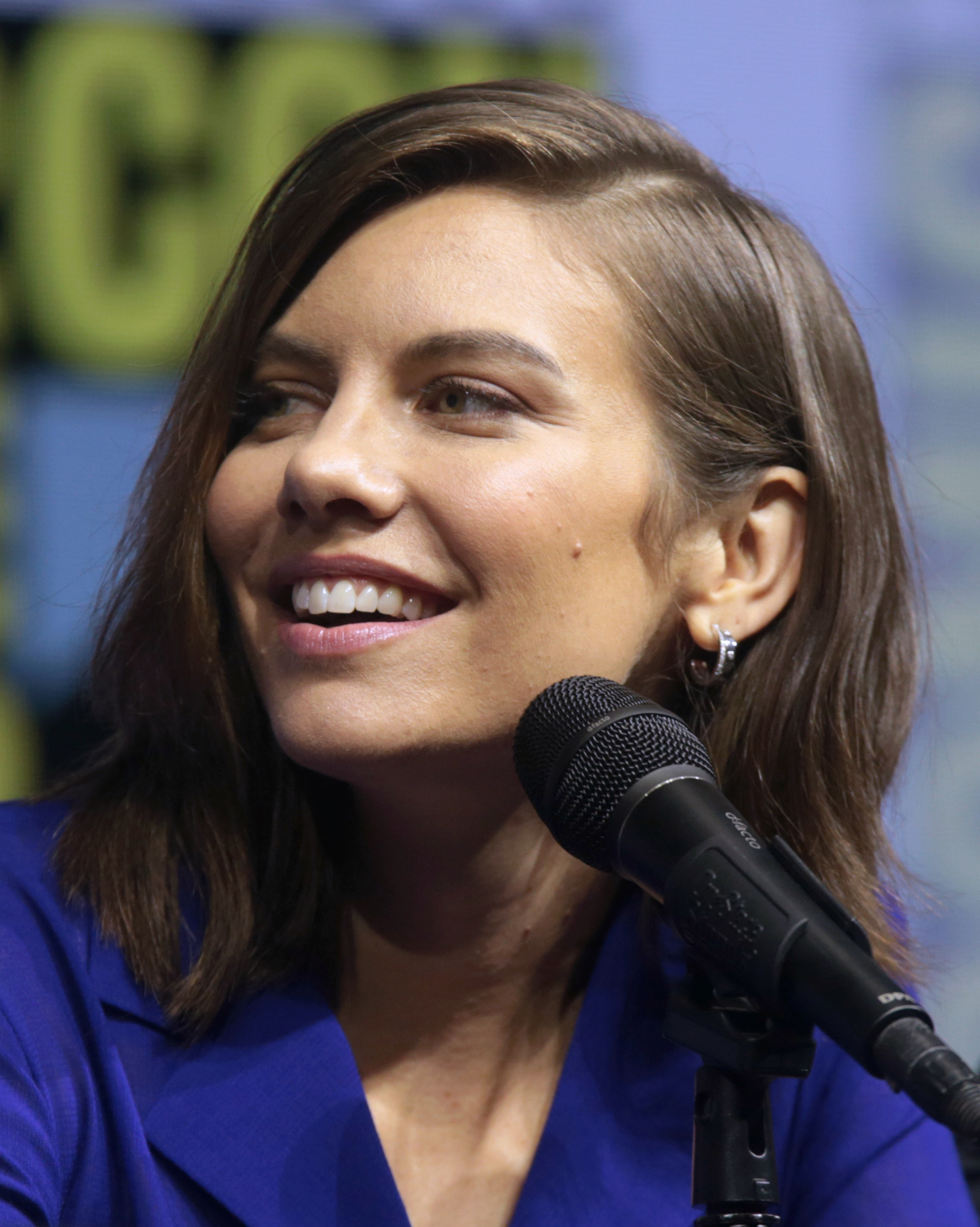
Lauren Cohan interpreta Maggie Greene
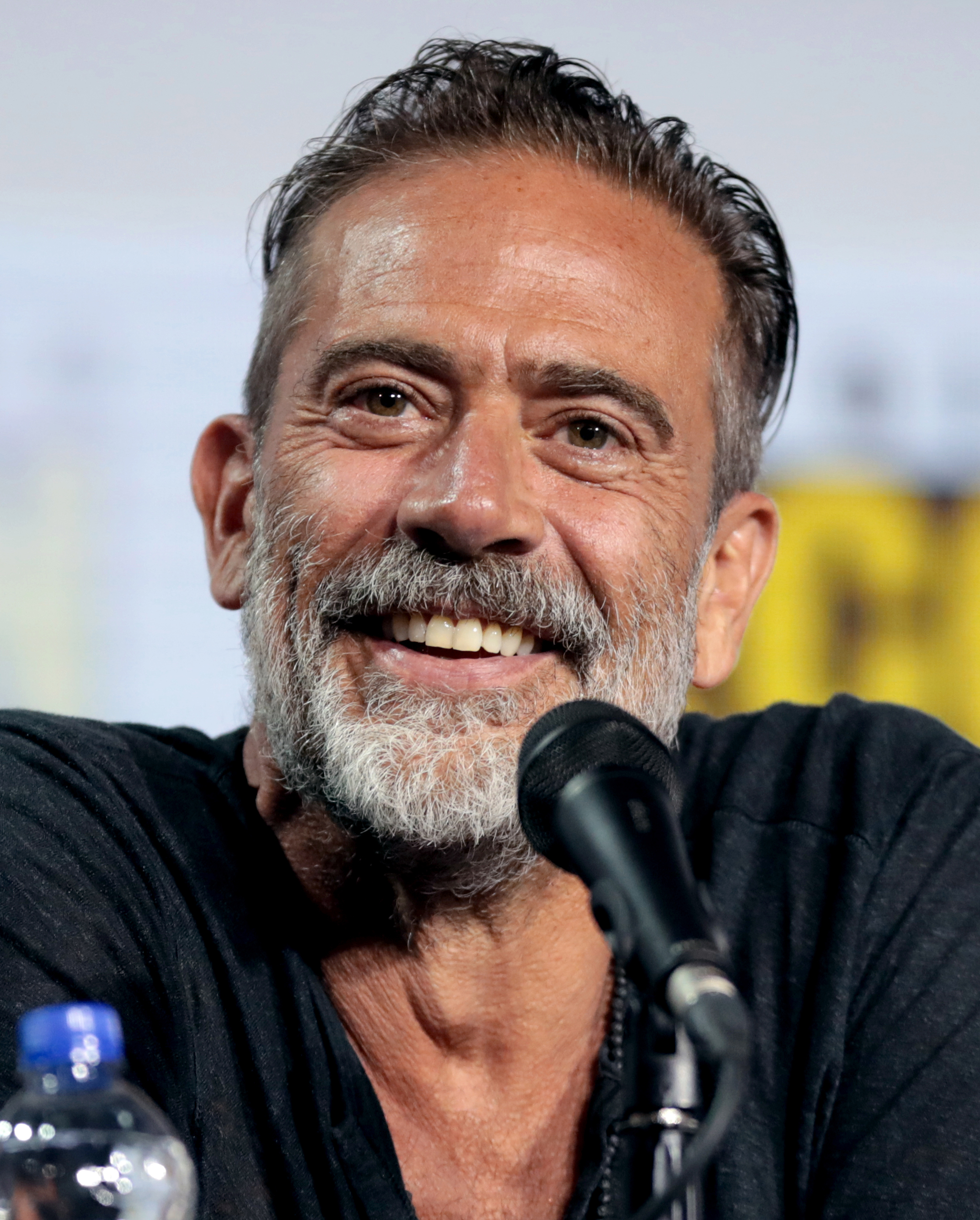
Jeffrey Dean Morgan interpreta Negan
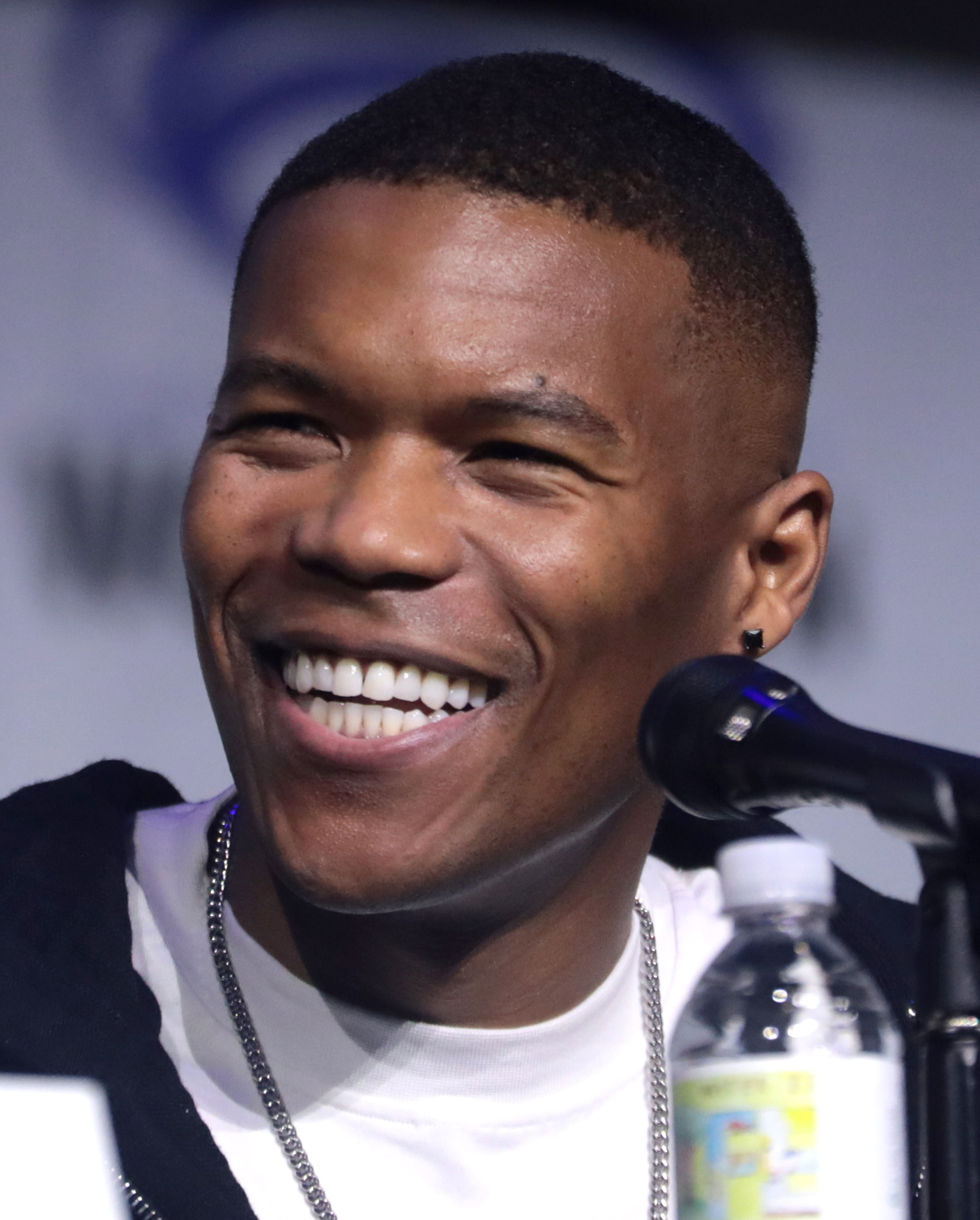
Gaius Charles interpreta Perlie Armstrong
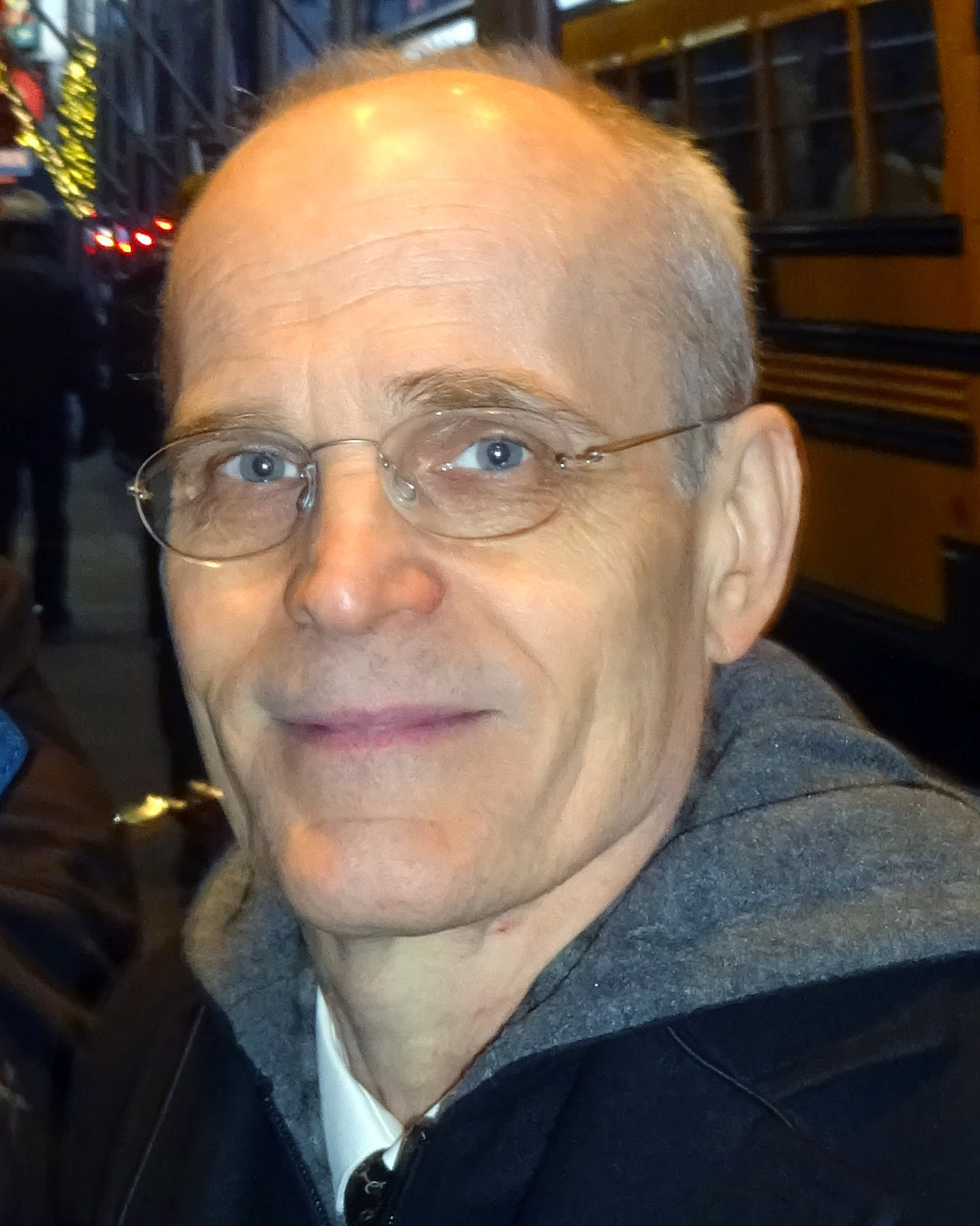
Željko Ivanek interpreta El Croat

### Personatges secundaris
- Hershel Rhee, (temporada 1-present), interpretat per Logan Kim.
- Tomasso (temporada 1), interpretat per Jonathan Higginbotham.
- Amaia (temporada 1), interpretada per Karina Ortiz.

### Personatges convidats
- Simon (temporada 1), interpretat per Steven Ogg.

## Producció

### Desenvolupament
El març de 2022, AMC va informar que estaven desenvolupant un quart spin-off de The Walking Dead titulat Isle of the Dead que gira al voltant de Maggie i Negan amb Lauren Cohan i Jeffrey Dean Morgan reprenen els seus respectius papers de la sèrie original i Eli Jorné, un escriptor. i coproductor executiu de The Walking Dead, adjunt com a showrunner al costat de Cohan i Morgan com a productors executius. A finals d'agost, el títol de la sèrie va passar a anomenar-se The Walking Dead: Dead City. El juliol de 2023, la sèrie es va renovar per a una segona temporada.

### Càsting
L'abril de 2022, Gaius Charles va ser seleccionat com a Perlie Armstrong. Al juliol, Željko Ivanek, Jonathan Higginbotham i Mahina Napoleon van ser elegits per interpretar "El Croat", Tommaso i Ginny, respectivament.

### Filmació
La fotografia principal va començar el 19 de juliol a Nova Jersey i es va acabar el 24 d'octubre de 2022. Les ubicacions inclouen Meadowlands Arena, Franklin Lakes Nature Preserve, Port Newark, National Newark Building, Newark Symphony Hall, Hoboken Terminal, Liberty State Park i Shades of Death Road.

## Alliberament
The Walking Dead: Dead City es va estrenar a AMC el 18 de juny de 2023. La sèrie es va estrenar aviat a AMC+ el 15 de juny, amb episodis posteriors disponibles tres dies abans de l'estrena de la seva emissió. La primera temporada s'estrenarà en Blu-ray i DVD el 12 de setembre de 2023.